# The Clientele
The Clientele ist eine britische Indie-Rock-Band.
Alasdair MacLean und James Hornsey wuchsen in Hampshire auf. Als Fans von Galaxie 500 und Felt begannen sie zusammen Musik zu machen. Sie gründeten dann The Clientele mit MacLean als Sänger und Gitarristen, Hornsey als Bassisten, Innes Phillips als zusätzlichem Sänger und Gitarristen, der die Band bald wieder verließ, und einem Drummer, der 1999 durch Mark Keen ersetzt wurde. Ihre erste Veröffentlichung war das Lied We Could Walk Together auf einem Sampler von Fierce Panda Records. Nach einigen Singles und EPs veröffentlichten sie im Jahr 2000 mit Suburban Light ihr erstes Album als Zusammenstellung von Liedern aus dem bisherigen Schaffen.
2001 unterschrieb die Band beim amerikanischen Indielabel Merge Records. Dort veröffentlichten sie die Alben The Violet Hour  im Jahr 2003 und Strange Geometry 2005. Darauf stieß die Keyboarderin und Perkussionistin Mel Draisey zur Band und es entstanden die Alben God Save The Clientele (2007) und Bonfires on the Heath (2009).

## Diskografie
- 2000 – A Fading Summer - Mini-CD
- 2000 – Suburban Light
- 2002 – Lost Weekend - Mini-CD
- 2003 – The Violet Hour
- 2004 – Ariadne - Mini-CD
- 2005 – Strange Geometry
- 2007 – God Save The Clientele
- 2008 – That Night a Forest Grew - Mini-CD
- 2009 – Bonfires on the Heath
- 2010 – Minotaur
- 2014 – Suburban Light - Reissue
- 2015 – Alone & Unreal: Best of The Clientele
- 2017 – Music for the age of Miracles
- 2020 – It's Art Dad
- 2023 – I'm Not There Anymore